# Чудинов, Артём Михайлович
Артём Михайлович Чудинов (28 июня 1984, Краснокаменск, СССР) — российский футболист, игрок в мини-футбол. Защитник екатеринбургского клуба «ВИЗ-Синара». Выступал за сборную России по мини-футболу.

## Биография
Вырос в Екатеринбурге. Воспитанник футбольного клуба «Уралмаш». Решив перейти в футбол, оказался в «ВИЗ-Синаре». Несколько лет играл в аренде в казахстанских клубах «Тулпар» и «Актюбрентген», с последним дебютировал на европейской арене в Кубке обладателей кубков. В сезоне 2007-08 играл за «Мытищи», после чего вернулся в «ВИЗ-Синару». Набравшись за годы аренды необходимого опыта, закрепился в составе, а в финале Кубка России против московского «Динамо» забил свой первый гол за екатеринбургский клуб.
В 2010 году Чудинов дебютировал в составе сборной России по мини-футболу в товарищеском матче против сборной Польши.

## Достижения
- Чемпион России по мини-футболу (2): 2008—2009, 2009—2010